# Leandro Mario Assi
Leandro Mario Assi (San Nicolás, 27 de abril de 1989) es un jugador argentino de rugby y actual jugador profesional en Francia, juega de pilar derecho.

## Carrera
Leandro dio sus primeros pasos en el club de su barrio, Regatas de San Nicolás, a los 8 años; este club sentó sus bases como jugador y le enseñó los valores del rugby.
La pasión que despertó en el este deporte lo llevó a probar suerte a Italia en 2009. Luego de un año volvió a Argentina con una experiencia que no era la que esperaba.
Sin intención de dejar el rugby, no dudo en hacer todos los esfuerzos necesarios para mudarse a Buenos Aires (capital) y jugar en un club que le permitiera cumplir su sueño de ser jugador profesional. Este nuevo camino llegó con su incorporación a Belgrano Athletic Club en 2010/11.
Fue en 2015 cuando lo convocaron para jugar en Buenos Aires y en consecuencia a Aix en Provence, Francia.
Actualmente se encuentra formando parte de Biarritz Olympique, equipo con que, en la temporada 2016/2017, jugo su primera semifinal en Francia.

### Estadísticas
| Año       | Club           | Torneo             | Pts. | Jugados | Titular | Tries | Minutos |
| 2016/2017 | Biarritz       | Pro D2             |      | 24      | 13      |       | 1162    |
| 2015/2016 | Provence       | Pro D2             |      | 16      | 10      |       | 802     |
| 2014/2015 | Belgrano       | URBA Top 14        |      | 15      | 15      |       | 880     |
| 2014/2015 | Belgrano       | Nacional de clubes | 5    | 8       | 8       | 1     | 506     |
| 2012/2013 | Belgrano       | URBA Top 14        |      | 2       |         |       | 26      |
| 2012/2013 | Belgrano       | URBA Grupo 1       |      | 6       | 4       |       | 289     |
| 2009/2010 | Venezia Mestre | Super 10           |      | 7       | 1       |       | 174     |

### Clubes
| Año       | Club                   | País      |
| 2016/2017 | Biarritz               | Francia   |
| 2015/2016 | Provence               | Francia   |
| 2010/2015 | Belgrano               | Argentina |
| 2009/2010 | Venezia Mestre         | Argentina |
| 1997/2009 | Regatas de San Nicolás | Argentina |

## Prensa
https://www.facebook.com/notes/bopb-page-officielle/l%C3%A9andro-assi-notre-pilier-argentin/1470481639669926/
http://www.espn.com.ar/rugby/nota/_/id/2660442/leandro-assi-firmo-con-biarritz-y-sigue-en-francia
http://www.provencerugby.com/actualite/a-la-une/assi-dans-les-starting-blocks/
http://deporteshoy.com.ar/2016/01/leandro-assi-se-muda-a-francia/
http://belgrano-rugby.blogspot.fr/2015/11/los-pilares-de-las-aguilas.html
http://minuto80.com/esperemos-que-se-nos-de-para-nosotros/